# 溫哥華
溫哥華（英語：Vision Vancouver）是加拿大不列顛哥倫比亞省低陸平原地區一沿岸城市，與最大城市多倫多約有4,200公里之遙，西南與卑詩省省會維多利亞隔100公里的乔治亚海峡相望，北距卑詩省北部最大城市喬治王子城約700公里，東距亞伯達省省會埃德蒙顿約900公里，南距美國西北大城西雅圖約250公里。根据2021年加拿大统计局人口普查，温哥华市人口有66.2万人，而大溫哥華地區的人口为264萬，是卑詩省以至加拿大西部最大的都會區，以及全國第三大的都會區；市內人口則在全國排行第八。
溫哥華以英國航海家喬治·溫哥華命名，歐洲人抵達溫哥華一帶後，區內經濟早期主要依賴於林木業。加拿大太平洋鐵路於1887年延至溫哥華後，溫哥華成為北美西岸水陸路交通的主要樞紐之一，更構成遠東地區、加拿大東部和英國之間貿易往來的重要一環。溫哥華港現時是加拿大最大和最繁忙的港口，以貨物總噸數計也是北美第四大港口。此外，溫哥華的自然環境深受遊客歡迎，令旅遊業成為市內第二大經濟支柱。溫哥華也是北美第三大製片中心，有「北方好萊塢」之稱。也是20世紀後，與美國舊金山同為亞洲人在北美最集中的地區。
溫哥華近年經常在各項世界最佳居住城市的調查中名列前茅。溫哥華亦曾於2010年與125公里以外的威士拿聯手舉辦冬季奧運會和冬季殘奧會。此外溫哥華還曾舉辦2015年女子世界杯足球賽，決賽場地即設在卑詩體育館。

## 歷史

### 原住民族與歐洲人探索活動
據考古學界的發現，原住民族在8000至10000年前已於溫哥華一帶出沒，並於現史丹利公園、福溪、基斯蘭奴、灰角和菲沙河口等地設有村落。
西班牙海軍長官納爾維斯於1791年航行至現西灰角區和布勒內灣，是首位探索該帶水域的歐洲人；然而，亦有説英國的德雷克早於1579年已航行至此。1792年英國航海家喬治·溫哥華航行至此並展開开辟。西北公司的皮毛交易員西蒙·弗雷泽和他的船隊於1808年沿菲沙河抵達現卑詩大學一帶，是記錄中第一批登陸現溫哥華市的歐洲人。

### 早期發展
1858年菲沙河谷淘金潮的消息傳出後，超過25,000名淘金人士抵達低陸平原補給並準備前往卑詩内陸，卻沒有進入現溫哥華市的範圍。
現市界以内首個歐洲人聚落待1862年才於現馬寶區一帶出現。布勒内灣對岸的穆迪圍（今北溫哥華市）於1863年出現一個鋸木工場，標誌著溫哥華一帶伐木業的開始。後來現布洛頓角一帶出現了另一個鋸木場，但因該帶急湍的水流不利運作而於1867年遷至現歌雅街的盡頭，改稱喜士定木廠，並成為日後溫哥華發展的核心地點。傑克·戴頓於1867年在喜士定木廠附近建立一間酒吧，現稱煤氣鎮的聚落亦圍繞著酒吧逐漸成型。
卑詩殖民地政府於1870年在煤氣鎮進行勘查並劃出一個名為「固蘭湖」（Granville）的鎮址；名稱來自時任英國殖民地大臣固蘭湖伯爵。憑著其深水海港的地理優勢，固蘭湖鎮址從多個地點（如滿地寶、二埠和维多利亚）中脫穎而出，被加拿大太平洋鐵路（CPR）選為其鐵路總站所在。溫哥華於1886年4月6日正式設市，名稱來自喬治·溫哥華，當時的南界僅及現16街。（16街以南的地帶於1892年設為南溫哥華自治區。）同年6月13日發生溫哥華大火，整座城市被摧毀。溫哥華消防局其後正式成立，重建工作亦迅即展開。溫哥華於1881年約有1000名居民，到1900年上升至2萬人，到1911年再上升至10萬人。

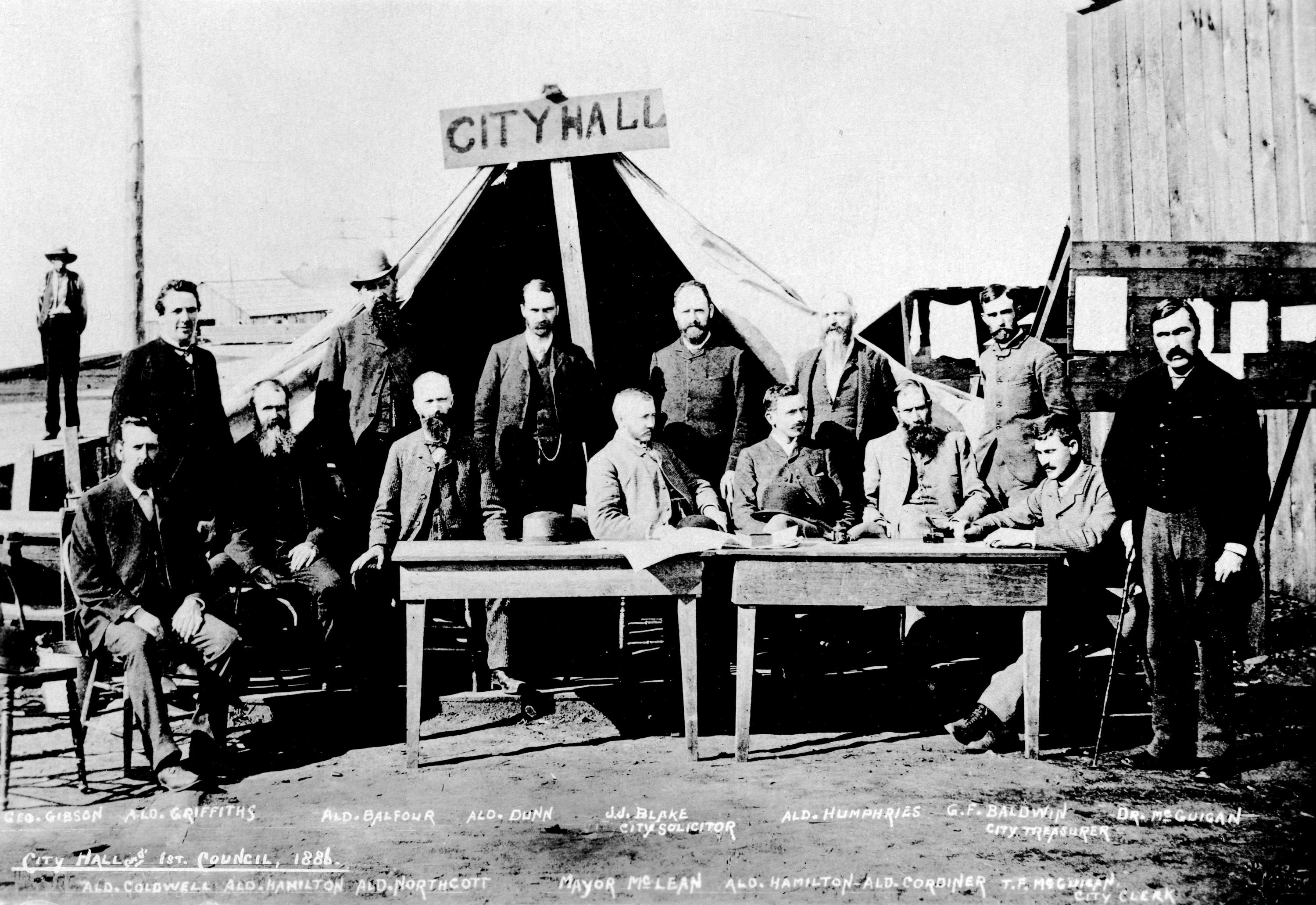
1886年溫哥華大火後，市議會於卡路街搭建帳篷成臨時市政廳

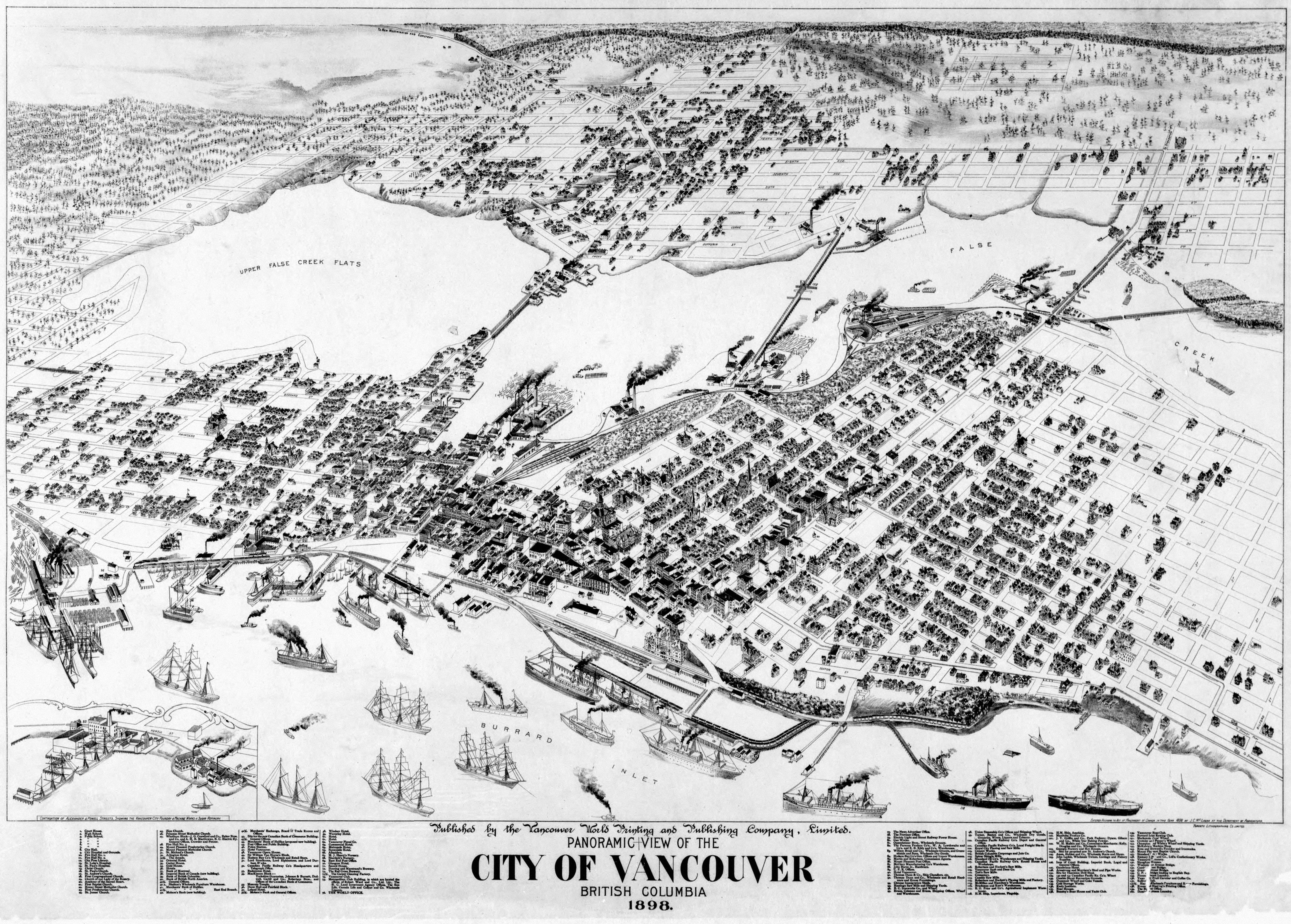
1898年溫哥華全景

隨著CPR開通至溫哥華，有份興建鐵路的華工亦頓時失業。被遣散的華工滯留溫市討生活，並形成華人聚落。到1887年華埠人口約有90人，「China Town」一詞更出現於本地主流報章中。由於溫哥華位處菲沙河河口，河水鹽度自然較菲沙河上游為高，早期華人亦因此將此處稱為「鹹水埠」。其後開始出現「Vancouver」的音譯，但初期沒有統一音譯，「灣高花」和「溫哥巴」等皆為人所用。到了清末民初，音譯逐漸統一為「雲高華」或「雲哥華」，並衍生出「雲埠」和「雲城」的簡稱。
溫哥華市於1929年1月1日與南溫哥華自治區和灰角自治區合併，市界綫維持至今。合併後溫市人口達228,193人。

### 近況
為慶祝建市百週年，溫哥華於1986年舉辦世界博覽會，也是北美洲目前最後舉辦的一次，隨之而來的地標建築和基礎建設（如加拿大廣場、架空列車、科學世界以及已拆除的萬國廣場）為溫市帶來一番新景象，吸引了22,111,578人來參觀，世博過後福溪會址和耶魯鎮一帶更是脫胎換骨，從荒廢工業用地轉型成高密度住宅區。
溫哥華再於2010年連同威士拿等城鎮舉辦冬季奧運會和冬季殘奧會，成為歷屆冬季奧運會主辦城市之中的首個沿岸城市、冬季平均氣溫最高的城市、以及都會區人口最多的城市。

## 地理

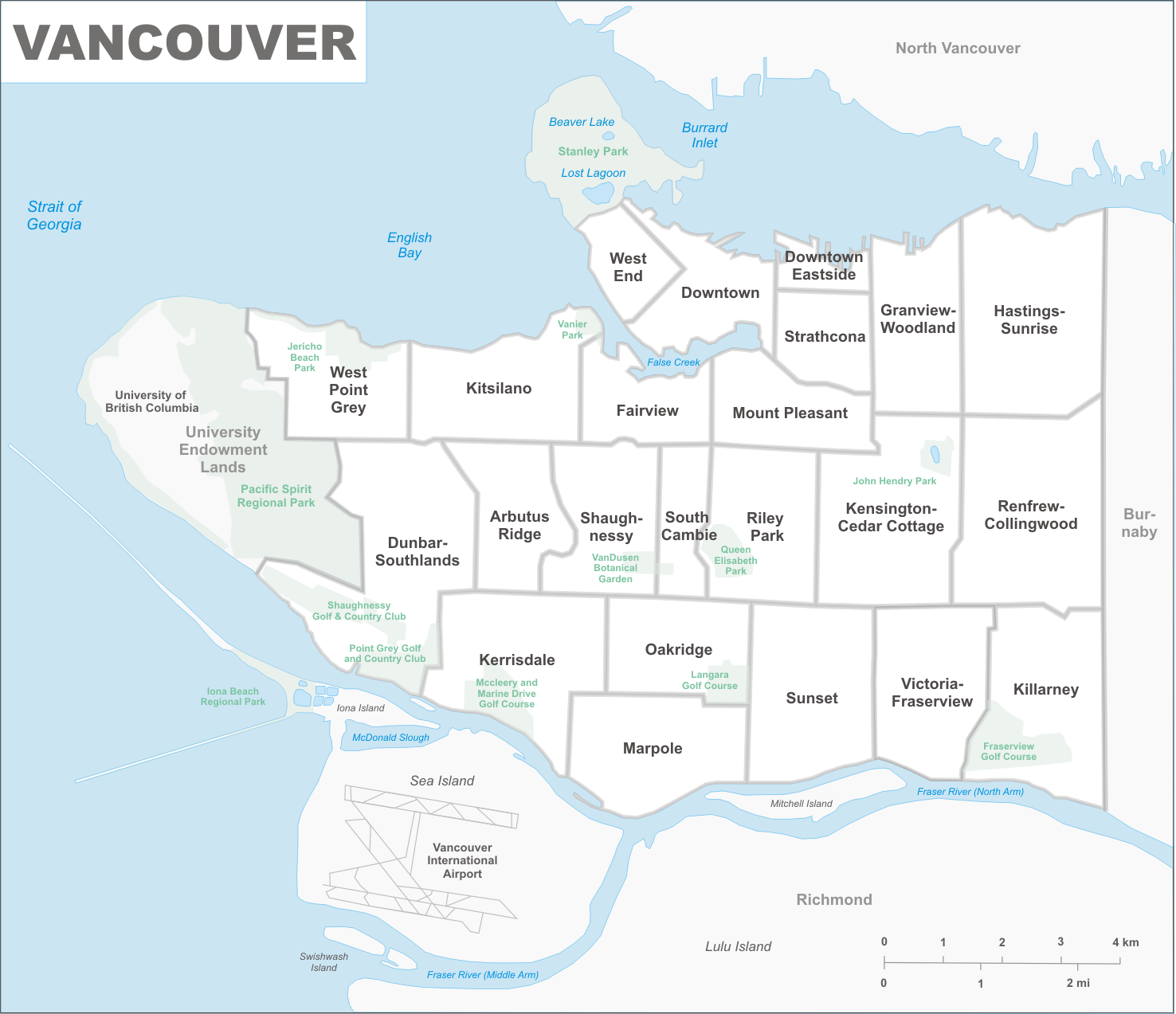
溫哥華市政府劃分的23個社區

溫哥華地理位置位於卑詩省西南沿海地區，坐落布勒半島西部，南面瀕臨菲莎河北支流，北面則瀕臨布勒內灣和英吉利灣，是加拿大西岸最大的港口。向西面向喬治亞海峽，但由溫哥華島一天然屏障所遮擋。溫哥華使用太平洋時區（UTC−8），並處於加拿大陸地生態區域（Pacific Maritime Ecozone）。雖然位於緯度較高的北國加拿大，但因有阿拉斯加暖流經過，所以冬季氣候仍可達到0度左右，一般沿海地區不常降雪，港口不結冰。
溫哥華市的城區座落布勒內灣和福溪之間的半島，並包括市中心、西端區和史丹利公園。福溪以南和以東的地區則可依安大略街分成溫西和溫東。此外，市政府亦將市內範圍劃分成23個社區。
溫市隸屬卑詩省轄下的大溫哥華區域局；區域局轄下除溫市外另設20個市鎮，包括列治文、本拿比市、素里市等。溫市西鄰大學保留地，北面隔著布勒內灣與西溫區、北溫區和北溫市相望，東臨本拿比，南面隔著菲沙河北支流與列治文為鄰。
溫哥華氣候溫和，四季宜人，市內草地常綠、繁花似錦，有許多城市公園，其中史丹利公園（面積404.9公頃1.001英畝)為北美中最大城市公園之一。 溫哥華屬溫帶海洋性氣候。在2009年7月30日，於機場測得的極高溫度為34.4 °C (93.9 °F)。在溫哥華市區測得的首次極高溫度是在1965年7月31日，為35°C (95.0 °F)。再一次測得是在1981年8月8日，而最後一次是在1983年的5月29日。夏季氣溫一般在攝氏20度左右，冬季氣溫一般在攝氏0度以上。11月份溫哥華的氣溫在一般保持在3℃-9℃之間，溫潤而舒適，是加拿大城市中最溫暖的城市。按平均值來看，每年下雪天數為11天，三天後積雪深度達6釐米或者更深。平均每年的積雪深度為38.1釐米，但通常情況下，積雪很快就會融化。冬季年平均降水充沛，為溫哥華帶來「加拿大雨都」之稱。
| 1898年至今溫哥華國際機場 1981年–2010年正常与极端 | 1898年至今溫哥華國際機場 1981年–2010年正常与极端 | 1898年至今溫哥華國際機場 1981年–2010年正常与极端 | 1898年至今溫哥華國際機場 1981年–2010年正常与极端 | 1898年至今溫哥華國際機場 1981年–2010年正常与极端 | 1898年至今溫哥華國際機場 1981年–2010年正常与极端 | 1898年至今溫哥華國際機場 1981年–2010年正常与极端 | 1898年至今溫哥華國際機場 1981年–2010年正常与极端 | 1898年至今溫哥華國際機場 1981年–2010年正常与极端 | 1898年至今溫哥華國際機場 1981年–2010年正常与极端 | 1898年至今溫哥華國際機場 1981年–2010年正常与极端 | 1898年至今溫哥華國際機場 1981年–2010年正常与极端 | 1898年至今溫哥華國際機場 1981年–2010年正常与极端 | 1898年至今溫哥華國際機場 1981年–2010年正常与极端 |
| 月份                                             | 1月                                              | 2月                                              | 3月                                              | 4月                                              | 5月                                              | 6月                                              | 7月                                              | 8月                                              | 9月                                              | 10月                                             | 11月                                             | 12月                                             | 全年                                             |
| ------------------------------------------------ | ------------------------------------------------ | ------------------------------------------------ | ------------------------------------------------ | ------------------------------------------------ | ------------------------------------------------ | ------------------------------------------------ | ------------------------------------------------ | ------------------------------------------------ | ------------------------------------------------ | ------------------------------------------------ | ------------------------------------------------ | ------------------------------------------------ | ------------------------------------------------ |
| 历史最高湿热指数                                 | 17.2                                             | 18.0                                             | 20.3                                             | 23.9                                             | 33.7                                             | 33.9                                             | 38.3                                             | 35.9                                             | 33.0                                             | 27.2                                             | 21.1                                             | 16.1                                             | 38.3                                             |
| 历史最高温 °C（°F）                              | 15.3 (59.5)                                      | 18.4 (65.1)                                      | 19.4 (66.9)                                      | 25.0 (77.0)                                      | 30.4 (86.7)                                      | 30.6 (87.1)                                      | 34.4 (93.9)                                      | 33.3 (91.9)                                      | 29.3 (84.7)                                      | 23.7 (74.7)                                      | 18.4 (65.1)                                      | 14.9 (58.8)                                      | 34.4 (93.9)                                      |
| 平均高温 °C（°F）                                | 6.9 (44.4)                                       | 8.2 (46.8)                                       | 10.3 (50.5)                                      | 13.2 (55.8)                                      | 16.7 (62.1)                                      | 19.6 (67.3)                                      | 22.2 (72.0)                                      | 22.2 (72.0)                                      | 18.9 (66.0)                                      | 13.5 (56.3)                                      | 9.2 (48.6)                                       | 6.3 (43.3)                                       | 13.9 (57.0)                                      |
| 日均气温 °C（°F）                                | 4.1 (39.4)                                       | 4.9 (40.8)                                       | 6.9 (44.4)                                       | 9.4 (48.9)                                       | 12.8 (55.0)                                      | 15.7 (60.3)                                      | 18.0 (64.4)                                      | 18.0 (64.4)                                      | 14.9 (58.8)                                      | 10.3 (50.5)                                      | 6.3 (43.3)                                       | 3.6 (38.5)                                       | 10.4 (50.7)                                      |
| 平均低温 °C（°F）                                | 1.4 (34.5)                                       | 1.6 (34.9)                                       | 3.4 (38.1)                                       | 5.6 (42.1)                                       | 8.8 (47.8)                                       | 11.7 (53.1)                                      | 13.7 (56.7)                                      | 13.8 (56.8)                                      | 10.8 (51.4)                                      | 7.0 (44.6)                                       | 3.5 (38.3)                                       | 0.8 (33.4)                                       | 6.8 (44.2)                                       |
| 历史最低温 °C（°F）                              | −17.8 (0.0)                                      | −16.1 (3.0)                                      | −9.4 (15.1)                                      | −3.3 (26.1)                                      | 0.6 (33.1)                                       | 3.9 (39.0)                                       | 6.7 (44.1)                                       | 6.1 (43.0)                                       | 0.0 (32.0)                                       | −5.9 (21.4)                                      | −14.3 (6.3)                                      | −17.8 (0.0)                                      | −17.8 (0.0)                                      |
| 历史最低風寒指數                                 | −22.6                                            | −21.2                                            | −14.5                                            | −5.4                                             | 0.0                                              | 0.0                                              | 0.0                                              | 0.0                                              | 0.0                                              | −11.4                                            | −21.3                                            | −27.8                                            | −27.8                                            |
| 平均降水量 mm（）                                | 168.4 (6.63)                                     | 104.6 (4.12)                                     | 113.9 (4.48)                                     | 88.5 (3.48)                                      | 65.0 (2.56)                                      | 53.8 (2.12)                                      | 35.6 (1.40)                                      | 36.7 (1.44)                                      | 50.9 (2.00)                                      | 120.8 (4.76)                                     | 188.9 (7.44)                                     | 161.9 (6.37)                                     | 1,189 (46.81)                                    |
| 平均降雨量 mm（）                                | 157.5 (6.20)                                     | 98.9 (3.89)                                      | 111.8 (4.40)                                     | 88.1 (3.47)                                      | 65.0 (2.56)                                      | 53.8 (2.12)                                      | 35.6 (1.40)                                      | 36.7 (1.44)                                      | 50.9 (2.00)                                      | 120.7 (4.75)                                     | 185.8 (7.31)                                     | 148.3 (5.84)                                     | 1,152.8 (45.39)                                  |
| 平均降雪量 cm（）                                | 11.1 (4.4)                                       | 6.3 (2.5)                                        | 2.3 (0.9)                                        | 0.3 (0.1)                                        | 0.0 (0.0)                                        | 0.0 (0.0)                                        | 0.0 (0.0)                                        | 0.0 (0.0)                                        | 0.0 (0.0)                                        | 0.1 (0.0)                                        | 3.2 (1.3)                                        | 14.8 (5.8)                                       | 38.1 (15.0)                                      |
| 平均降水天数（≥ 0.2 mm）                         | 19.5                                             | 15.4                                             | 17.8                                             | 14.8                                             | 13.2                                             | 11.5                                             | 6.3                                              | 6.7                                              | 8.3                                              | 15.4                                             | 20.4                                             | 19.7                                             | 168.9                                            |
| 平均降雨天数（≥ 0.2 mm）                         | 18.4                                             | 14.7                                             | 17.5                                             | 14.8                                             | 13.2                                             | 11.5                                             | 6.3                                              | 6.7                                              | 8.3                                              | 15.4                                             | 19.9                                             | 18.4                                             | 165.1                                            |
| 平均降雪天数（≥ 0.2 cm）                         | 2.6                                              | 1.4                                              | 0.9                                              | 0.2                                              | 0.0                                              | 0.0                                              | 0.0                                              | 0.0                                              | 0.0                                              | 0.0                                              | 0.8                                              | 2.8                                              | 8.7                                              |
| 平均相對濕度（％）                               | 81.2                                             | 74.5                                             | 70.1                                             | 65.4                                             | 63.5                                             | 62.2                                             | 61.4                                             | 61.8                                             | 67.2                                             | 75.6                                             | 79.5                                             | 80.9                                             | 70.3                                             |
| 月均日照時數                                     | 60.1                                             | 91.0                                             | 134.8                                            | 185.0                                            | 222.5                                            | 226.9                                            | 289.8                                            | 277.1                                            | 212.8                                            | 120.7                                            | 60.4                                             | 56.5                                             | 1,937.5                                          |
| 可照百分比                                       | 22.3                                             | 31.8                                             | 36.6                                             | 45.0                                             | 46.9                                             | 46.8                                             | 59.3                                             | 62.1                                             | 56.1                                             | 36.0                                             | 21.9                                             | 22.0                                             | 40.6                                             |
| 来源：                                           |                                                  |                                                  |                                                  |                                                  |                                                  |                                                  |                                                  |                                                  |                                                  |                                                  |                                                  |                                                  |                                                  |

## 人口統計

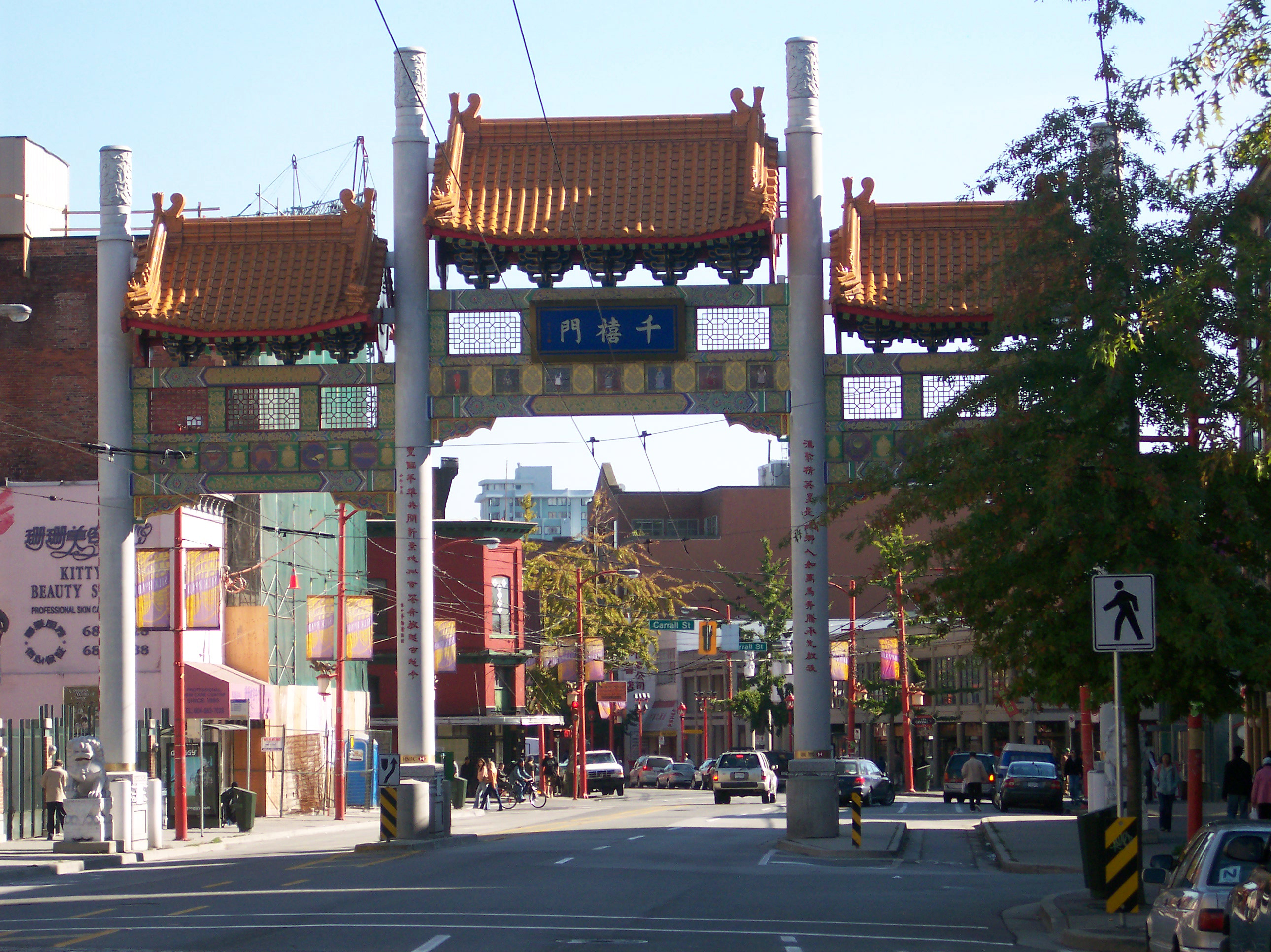
溫哥華華埠千禧門牌坊，這批大溫哥華地區的華裔加拿大人，人數眾多形成了一個華人聚集地

1950年代末和1960年代的城市規劃故意鼓勵發展商在溫哥華的西端區興建多層住宅大廈，從而構成一個緊湊的城市核心，亦有利於鼓勵市民乘搭公共交通，騎自行車和步行。據2001年人口普查所示，溫哥華市中心半島的人口密度達每公頃121人（即每平方公里12,100人）。溫市政府亦繼續推動政策鼓勵高密度發展。溫哥華被稱為“街坊城市”，而每個社區都有其獨特性格和種族結構。
開埠初期，英格蘭裔、蘇格蘭裔和愛爾蘭裔的居民曾經佔市内人口的多數，而英裔社群的文化和特徵於某些地區仍然非常明顯，尤以南固蘭湖和克里斯戴爾為甚。然而，隨著溫哥華逐漸發展成太平洋沿岸的貿易中心，不同文化背景的移民也相繼移居此地，令溫哥華的族裔結構漸趨多樣化。
溫哥華是華人重鎮，通用廣東話（粵語）、官話。《中英聯合聲明》於1984年簽署後觸發了從香港前往加拿大的移民潮，而作為加拿大亞太門戶的溫哥華亦接收了大批香港移民，為該市的種族結構帶來重大變化。連同來自中國大陸和台灣的移民，溫哥華成為華裔人口最集中的北美城市之一，而溫哥華華埠也是北美除舊金山以外最大的唐人街。亞裔移民的抵步亦延續了溫哥華作為移民熱門目的地的角色。市内其他主要亞裔族群包括南亞裔（主要是旁遮普裔）、越南裔、菲律賓裔、印尼裔、韓國裔、柬埔寨、蒙古裔和日本裔。此外，市内的拉丁美裔人口亦不斷增長，當中主要來自秘魯、厄瓜多爾、薩爾瓦多和墨西哥。
溫哥華的同性戀社群頗具規模，而卑詩省是加拿大繼安大略省後第二個允許同性婚姻的省份。市内大多數同性戀夜店和酒吧都集中於市中心戴維街（Davie Street）一帶，而該處亦構成溫哥華的同志村——戴維村（Davie Village）。溫哥華每年一度的驕傲遊行是全國最大規模之一。
| 年份         | 1891年 | 1901年 | 1911年  | 1921年  | 1931年  | 1941年  | 1951年  | 1961年  | 1971年    | 1981年    | 1991年    | 2001年    | 2006年    | 2011年    | 2021年    |
| 溫哥華市     | 13,709 | 26,133 | 100,401 | 117,217 | 246,593 | 275,353 | 344,833 | 384,522 | 426,256   | 414,281   | 471,644   | 545,671   | 578,041   | 603,502   | 662,248   |
| 大溫哥華地區 | 21,887 | 42,926 | 164,020 | 232,597 | 347,709 | 393,898 | 562,462 | 790,741 | 1,028,334 | 1,169,831 | 1,602,590 | 1,986,965 | 2,116,581 | 2,313,328 | 2,642,825 |

| 區名             | 英語                     | 面積 （km²） | 人口數 | 人口 消長 | 人口密度 （人/km²） |
| ---------------- | ------------------------ | ------------ | ------ | --------- | ------------------- |
| 阿標特斯嶺       | Arbutus Ridge            | 3.27         | 33,620 | +2,180    | 10,281              |
| 市中心（含東端） | Downtown                 | 3.70         | 62,030 | +7,340    | 16,765              |
| 登巴-南區        | Dunbar-Southlands        | 8.56         | 21,425 | -320      | 2,503               |
| 錦繡區           | Fairview                 | 3.27         | 33,620 | +2,180    | 10,281              |
| 加蘭圍-活蘭      | Grandview-Woodland       | 4.45         | 29,175 | +1,870    | 6,556               |
| 喜士定-日升區    | Hastings-Sunrise         | 7.93         | 34,575 | +585      | 4,360               |
| 堅盛頓-施達村    | Kensington-Cedar Cottage | 7.24         | 49,325 | +1,855    | 6,813               |
|                  | Kerrisdale               | 6.31         | 13,975 | -760      | 2,215               |
| 基拉尼           | Killarney                | 6.64         | 29,325 | +870      | 4,416               |
| 基斯蘭奴         | Kitsilano                | 5.46         | 43,045 | +1,670    | 7,884               |
| 馬寶             | Marpole                  | 5.59         | 24,460 | +625      | 4,376               |
| 快樂山           | Mount Pleasant           | 3.66         | 32,955 | +6,555    | 9,004               |
| 渥列治           | Oakridge                 | 4.01         | 13,030 | +590      | 3,249               |
| 倫弗魯-科林伍德  | Renfrew-Collingwood      | 8.05         | 51,530 | +1,030    | 6,401               |
| 萊利公園         | Riley Park               | 4.91         | 22,555 | +760      | 4,594               |
| 桑拿斯           | Shaughnessy              | 4.46         | 8,430  | -380      | 1,890               |
| 南甘比           | South Cambie             | 2.17         | 7,970  | +290      | 3,641               |
| 士達孔拿         | Strathcona               | 3.88         | 12,585 | +420      | 3,244               |
| 日落區           | Sunset                   | 6.26         | 36,500 | +210      | 5,831               |
| 域多利-菲沙圍    | Victoria-Fraserview      | 5.31         | 31,065 | +355      | 5,850               |
| 西端區           | West End                 | 1.98         | 47,200 | +2,660    | 23,838              |
| 西灰角區         | West Point Grey          | 4.45         | 13,065 | +270      | 2,936               |

## 經濟

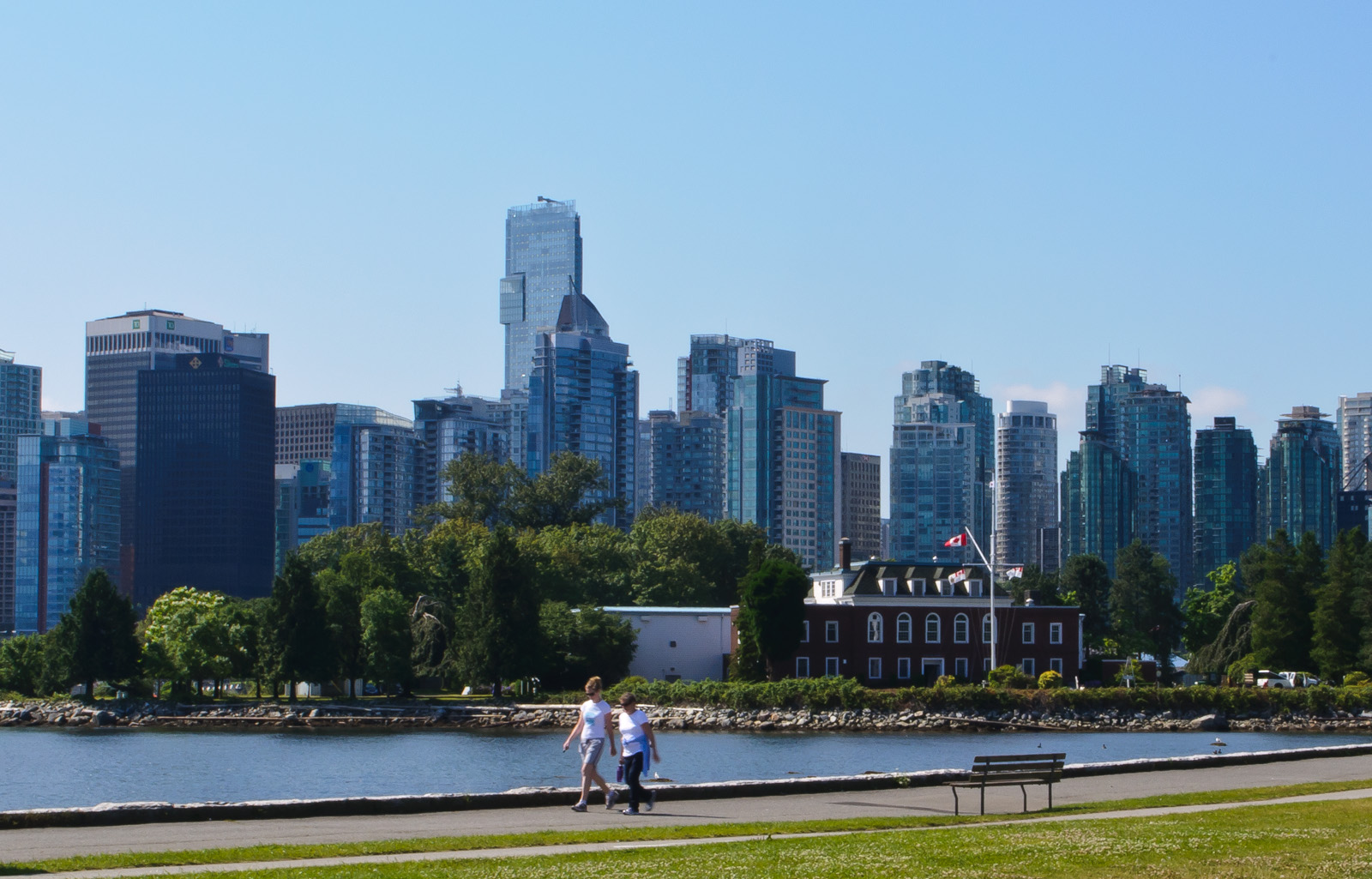
從史丹利公園遠眺市中心

溫哥華位處太平洋沿岸，而且是橫貫全國的公路和鐵路的西端終點，令本市成為國内工業重鎮之一。溫哥華港是全國最大的港口，每年與全球90個國家的貿易額高達430億加元。溫哥華地區亦是多家林木業和採礦業公司的總部所在，而近年軟件開發、生物科技和電影業等行業的發展也相當蓬勃。溫哥華更是北美繼洛杉磯及紐約市後的第三大製片中心，為本市帶來「北好萊塢」（Hollywood North）的稱號。
溫哥華四周風景宜人，是一個主要旅遊點。市内的多個公園（如史丹利公園和女皇公園），加上環繞溫市的高山、海洋和森林，以及區内的種族多樣化，皆是吸引遊客的賣點。大溫地區内的其他景點包括：獅門橋、加拿大廣場著名的「五帆」建筑、葛勞士山（Grouse Mountain）、卡皮拉諾吊橋、固蘭湖島、煤氣鎮和華埠等。北美著名滑雪勝地威士拿與溫哥華距離約兩小時車程，並與溫哥華聯手舉辦2010年冬季奧運會。溫哥華也有一個大型郵輪碼頭，每年有超過100萬人次在溫哥華展開他們的郵輪假期（通常是前往阿拉斯加）。

## 交通

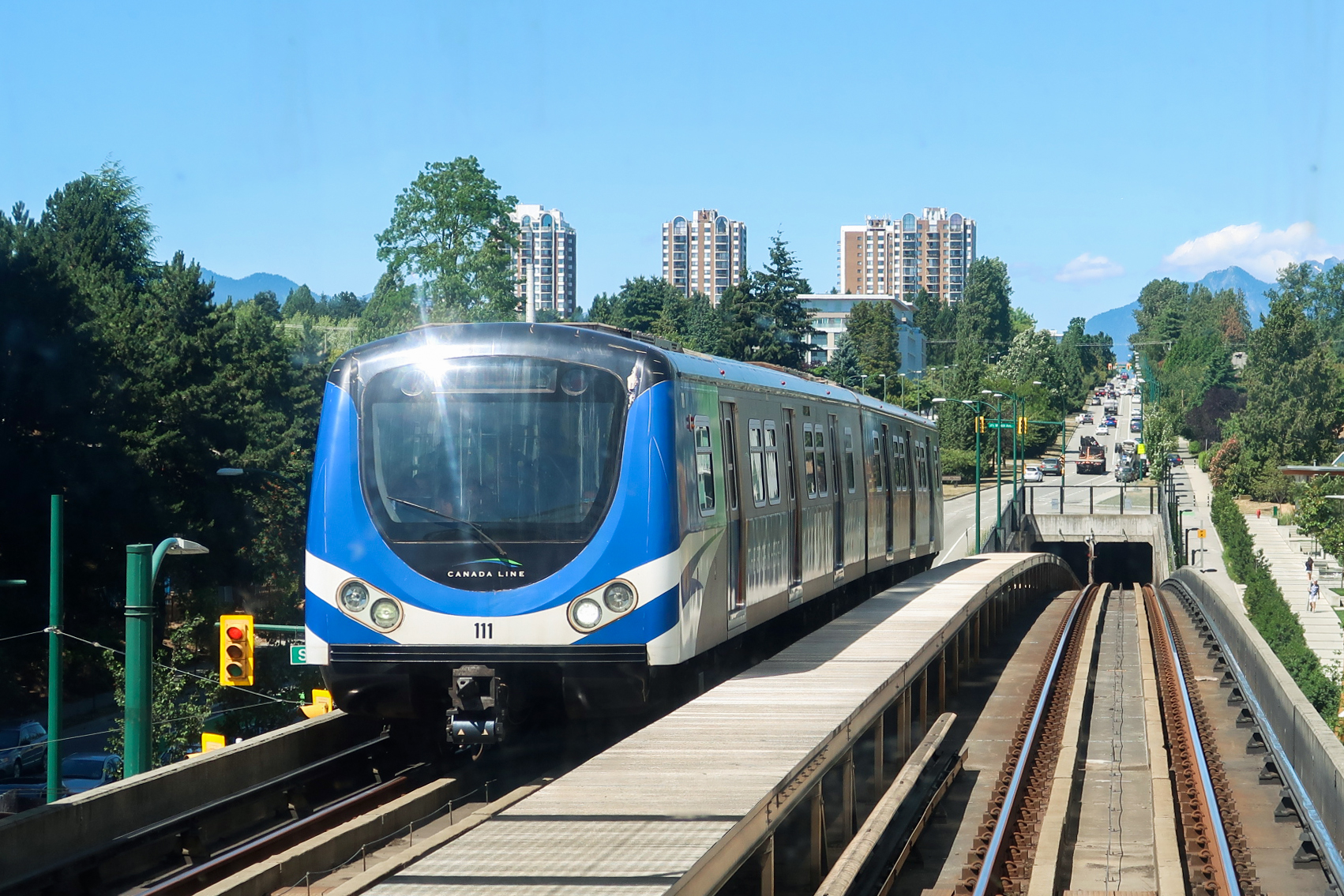
溫哥華架空列車加拿大線

溫哥華的有轨电车系統建立於1890年6月28日，連接當時的加蘭護街橋及西敏道（現緬街）。不足一年後，二埠－溫哥華電車公司（Westminster and Vancouver Tramway Company）開辦了加拿大第一條市際電車路線，加速了社區之間的交流，同時也促進了市中心的發展。 卑詩電力鐵路公司（British Columbia Electric Railway）後來成爲市區及市際電車系統的營運商，直至電車系統於1958年完全被柴油公共汽车和無軌電車取代為止。
在1980年代，市政府經過長時間的討論後決定禁止在溫哥華市區興建高速公路。唯一的例外就是橫加公路，但它也只是位於市區東部的邊緣而已。
溫哥華與水為鄰，橋樑在對外交通中扮演重要角色。溫市在北面以獅門橋和鋼鐵工人紀念第二海峽橋與西溫和北溫連接，南面則有亞瑟·萊恩橋、渥街橋和乃街橋通向列治文，而布勒橋、加蘭護街橋和甘比橋則跨越福溪。
運輸聯線負責為大溫地區管理道路網及提供公共交通服務，包括：普通巴士和B-Line快速巴士綫；連接溫市中心及北岸的海上巴士；架空列車捷運系統；還有提供市郊通勤服務的西岸快車。架空列車系統現時共有三條路綫，分別為博覽綫、千禧綫、加拿大綫，以及長青線。
太平洋中央車站是城際鐵路服務的樞紐，前往國内其他地區的鐵路服務和通往美國西雅圖的卡斯卡德號列車皆自此出發，分別由維亞鐵路和美鐵營運。
溫哥華國際機場（YVR）位於溫市以南列治文市的海島，是加拿大第二繁忙的機場，也是北美西岸第二最多國際旅客抵步的機場。然而溫哥華機場聯外鐵路遲至2009年才完工，主要是配合2010年冬奧。另外，溫哥華海港亦有提供水上飛機服務。大溫地區亦有兩座卑詩渡輪碼頭，分別位於西溫馬蹄灣及三角洲措瓦森，提供前往溫哥華島等地的渡輪服務。

## 教育

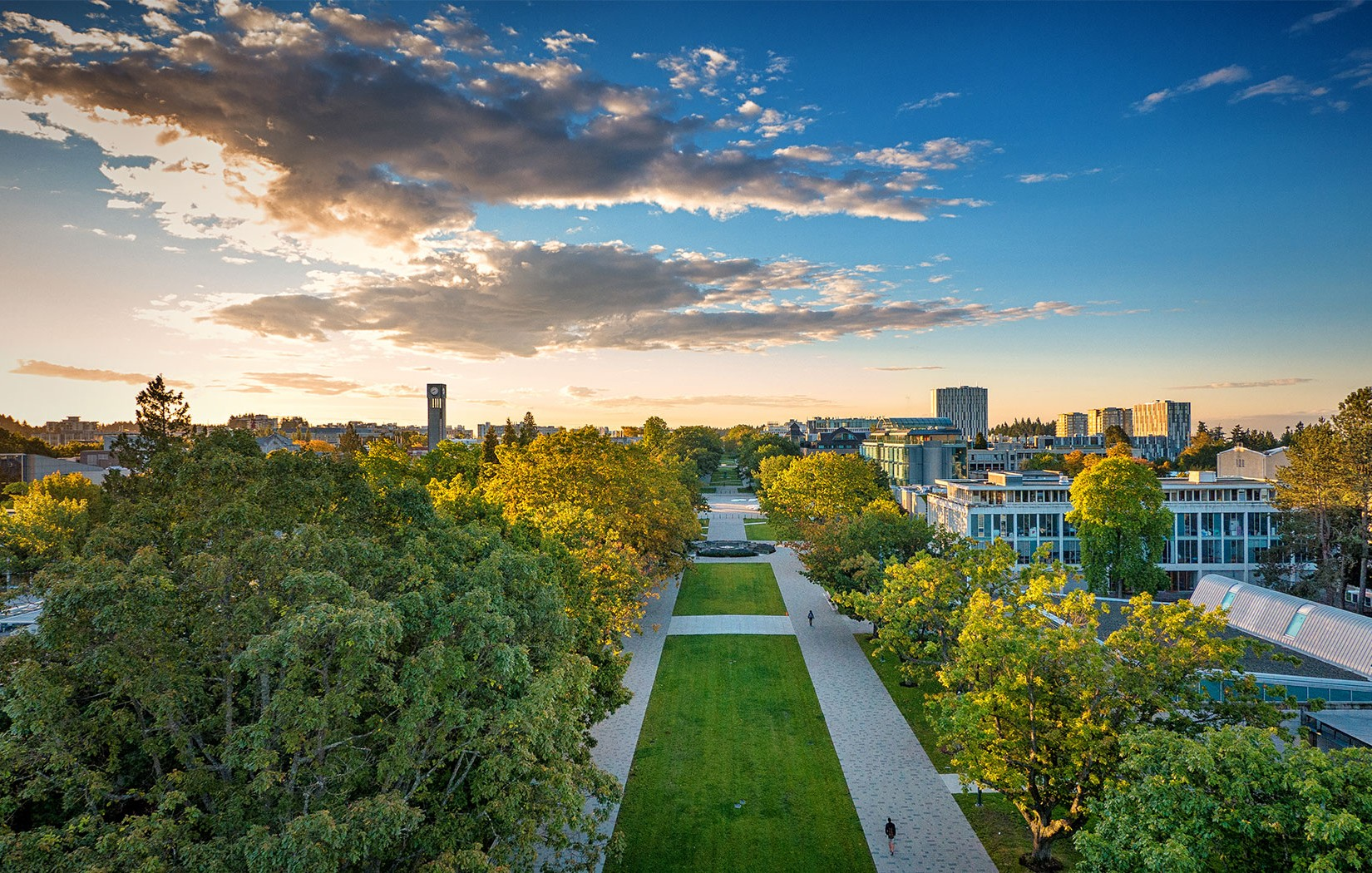
卑詩大學

溫哥華教育局為溫市和大學保留地提供公立教育，轄下包括74所小學、18所中學和7所成人教育中心，學生人數達11萬人（當中包括31,000名小學生、25,000名中學生和48,000名持續進修學生）。
大溫地區内有五所公立大學，當中最大的兩所分別為卑詩大學（UBC）和西門菲莎大學（SFU），兩校學生總數超過8萬人。2006年UBC在《新聞周刊》的全球最佳大學排名中名列第27位，而SFU則於2009年獲《麥其連雜誌》評為全加拿大最佳綜合大學。大溫另外三所公立大學則為卡皮拉諾大學、艾蜜莉卡藝術及設計大學和昆特侖理工大學。此外，大溫其他大專院校還包括溫哥華社區學院（VCC）、蘭加拉學院（曾为VCC第三分校，1994年4月獨立）和卑詩理工學院（BCIT）。
海外學生和以英語為外語的學生在上列各教育機構的學生人口中佔相當可觀的比例。溫哥華教育局在2008至2009年學年的學生人口中，有53%在家裏並非說英語。

## 文化
溫哥華公共圖書館負責營運市内的22所公共圖書館總藏量超過267萬項，當中約一半藏於市中心總館。
溫哥華美術館擁有約1萬件永久收藏品，是全國第四大和加拿大西部最大的美術館。

## 政治

### 市政

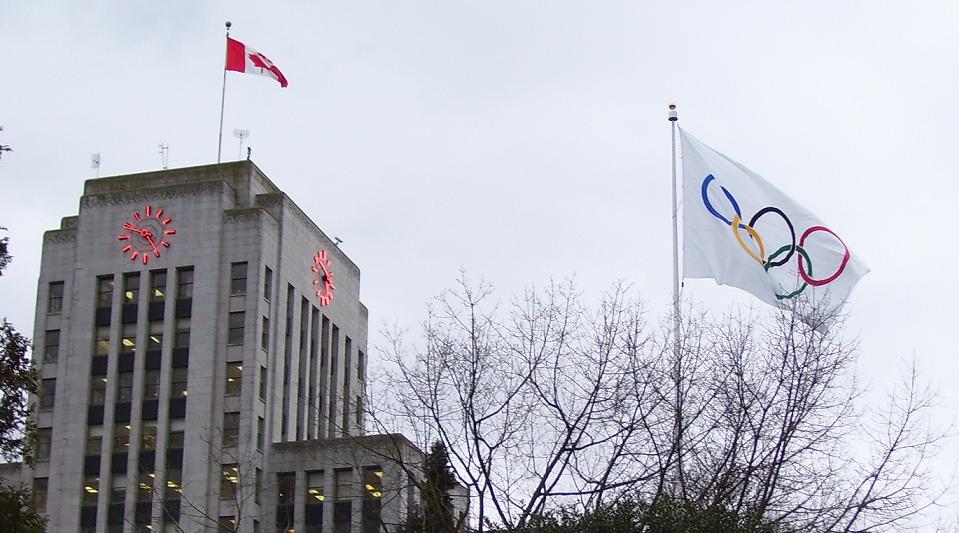
一面奧運旗在溫哥華市政廳外飄揚

溫哥華與其他卑詩省的市區不同，是由一條特別的省例《溫哥華法章》（Vancouver Charter）所轄。 這條省例於1953年通過，取替了《溫哥華管轄法, 1921》（Vancouver Incorporation Act），賦予市政府更大及更多的權力，有別於其他由卑詩省《市鎮法》（Municipalities Act）給予的權力。
市政府從第二次世界大戰起大部分時間由偏右翼的無黨派聯盟（Non-Partisan Association，或NPA）主導，雖然其間也有偏左派控制的時間。 無黨派聯盟的蘇利文在2005年11月獲選成為市長，顯示從上屆敗於社會民主派後捲土重來。無黨派聯盟於2002年因毒品政策而決裂，從而令進步選民聯盟大勝。之後，北美第一個安全注射中心啟用，為市內注射海洛英人士提供服務。
溫哥華由一個10人組成的市議會、一個9人組成的學校局和一個7人組成的公園局管轄，任期3年。溫哥華並未如北美其他城市般劃分成市選區（ward），市議員也因此由溫市的全體選民選出。一直以來在三級議會中，較富有的溫西區選民會傾向支持保守派或自由派，而市東區則傾向支持左派， 從2005年省選和2006年聯邦大選中可見一斑。
雖然市內民意存在很大分歧，民眾在保護公園、發展捷運系統（而非公路系統）、在非法使用毒品上採取減少傷害（harm reduction）的方法和一般社區發展中均存在共識。
溫哥華市中心東端是全加拿大最貧困的社區之一，毒品泛濫，亦有不少妓女在該區賣淫。愛滋病和丙型肝炎在該區的傳播從而成為市内的一大棘手問題。2002年李健寳（Larry Campbell）當選市長後，市政府開始「四管齊下」，以減少傷害（如設立毒品注射站）、治療、執法和預防四方面應付市内的毒品問題。 其他社區和專業組織亦積極鼓勵多方面對話，以尋求現行毒品政策以外的其他策略。
李健寳決定不尋求連任，其後亦被委任為上議院議員。經過一屆由左翼進步選民聯盟領導的市議會後，無黨派聯盟捲土重來，在2005年的市選取得5個議席。另外4席由偉景溫哥華勝出，而進步選民聯盟則只取得一席。無黨派聯盟的候選人蘇利文（Sam Sullivan）亦險勝詹健，當選市長。此外，無黨派聯盟亦取得9個學校局議席中的6席，和7個公園局議席中的5席；其餘的議席則由進步選民聯盟包辦。
2008年11月溫哥華舉行市長和市議會選舉，偉景溫哥華候選人羅品信（Gregor Robertson）擊敗無黨派聯盟候選人利德（Peter Ladner）當選新一任溫哥華市長。同時，偉景溫哥華在市議會選舉中包攬10個市議會席位當中的9個，無黨派聯盟只剩下一個席位。
2022年10月，ABC温哥华候选人沈观健在选举中击败肯尼迪·史都华，成为温哥华首位华裔市长。

### 省議會代表
在卑詩省議會中，一共有11個省議員代表溫哥華市。於2013年省選中，卑詩自由黨贏得4個席位，而卑詩新民主黨則贏得7個席位。
| 省議會選區                               | 省議員中文姓名/譯名 | 英文姓名         | 黨籍         | 備註                                 |
| ---------------------------------------- | ------------------- | ---------------- | ------------ | ------------------------------------ |
| 溫哥華麗景選區 （Vancouver-Fairview）                      | 賀佐治              | George Heyman    | 卑詩新民主黨 |                                      |
| 溫哥華福溪選區 （Vancouver-False Creek）                      | 蘇利文              | Sam Sullivan     | 卑詩自由黨   |                                      |
| 溫哥華菲沙圍選區 （Vancouver-Fraserview）                    | 蘇安彤              | Suzanne Anton    | 卑詩自由黨   |                                      |
| 溫哥華喜士定選區 （Vancouver-Hastings）                    | 冼崇山              | 冼崇山           | 卑詩新民主黨 |                                      |
| 溫哥華堅盛頓選區（Vancouver-Kensington） | 艾美寶              | 艾美寶           | 卑詩新民主黨 |                                      |
| 溫哥華京士威選區 （Vancouver-Kingsway）                    | 狄德安              | Adrian Dix       | 卑詩新民主黨 | 現任卑詩新民主黨黨魁                 |
| 溫哥華蘭加拉選區 （Vancouver-Langara）                    | 梅麗思              | 梅麗思           | 卑詩自由黨   | 前任卑詩省專上教育及勞工市場發展廳長 |
| 溫哥華快樂山選區 （Vancouver-Mount Pleasant）                    | 關慧貞              | 關慧貞           | 卑詩新民主黨 |                                      |
| 溫哥華灰角選區 （Vancouver-Point Grey）                      | 尹大衛              | David Eby        | 卑詩新民主黨 |                                      |
| 溫哥華貴秦拿選區 （Vancouver-Quilchena）                    | 韋勤信              | Andrew Wilkinson | 卑詩自由黨   |                                      |
| 溫哥華西端選區 （Vancouver-West End）                      | 賀柏特              | Spencer Herbert  | 卑詩新民主黨 |                                      |

### 國會代表
5名國會議員於加拿大下議院代表温哥華市。在2004年聯邦大選中，加拿大自由黨贏得四個議席，聯邦新民主黨（NDP）則贏得一個議席。而在2006年聯邦大選中，所有温哥華國會議員都獲連任。不過，在2006年2月6日，代表溫哥華京士威選區的艾民信（David Emerson）轉投成為保守黨議員，令保守黨於温哥華市中有一席位。直到2006年2月，自由黨有三個議席，而新民主黨及保守黨各有一個議席。在2011年聯邦大選中，自由黨和新民主黨各得兩個議席，保守黨則贏取一個議席。

## 警力

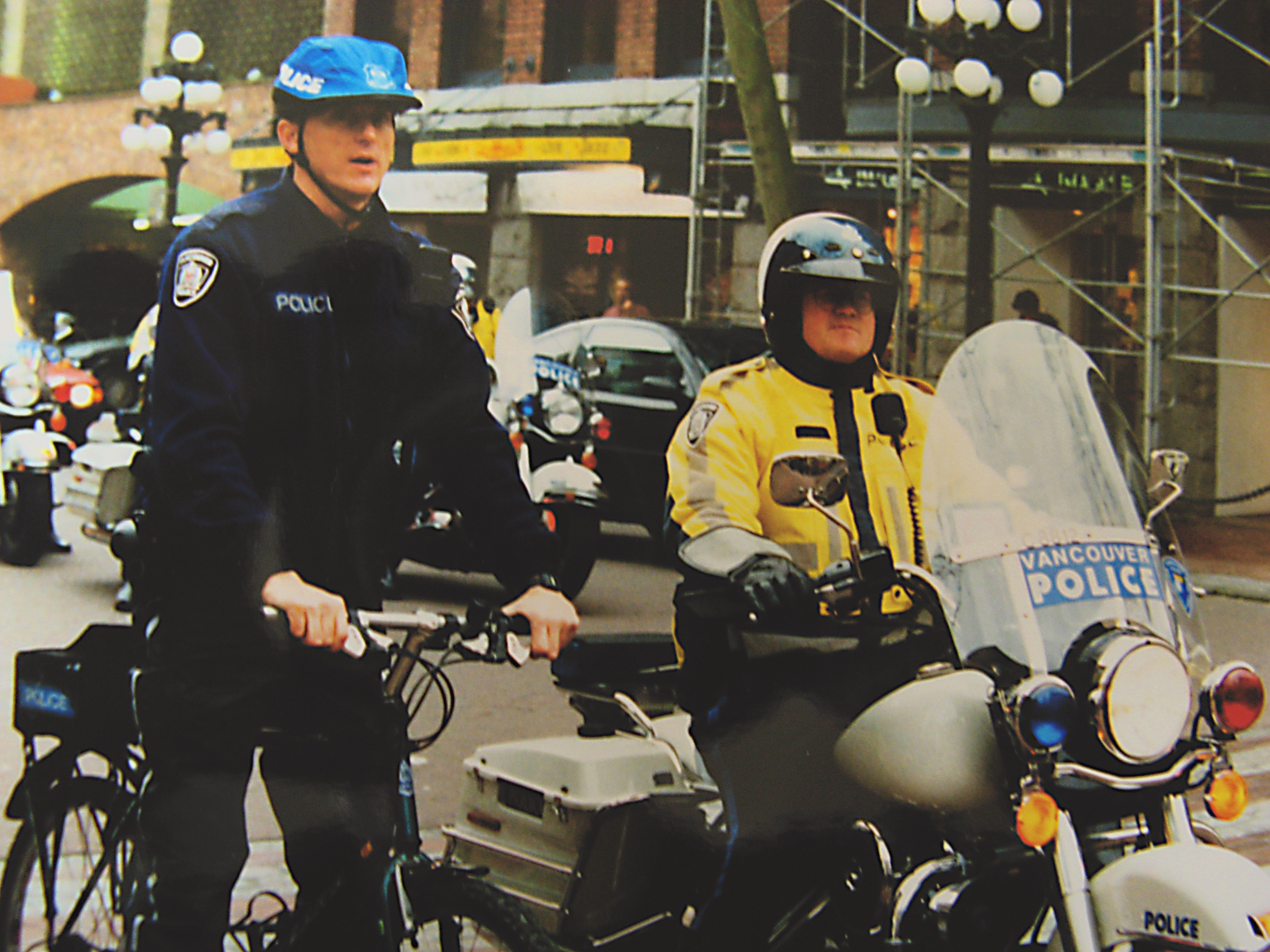
温哥華自行車及摩托車騎警

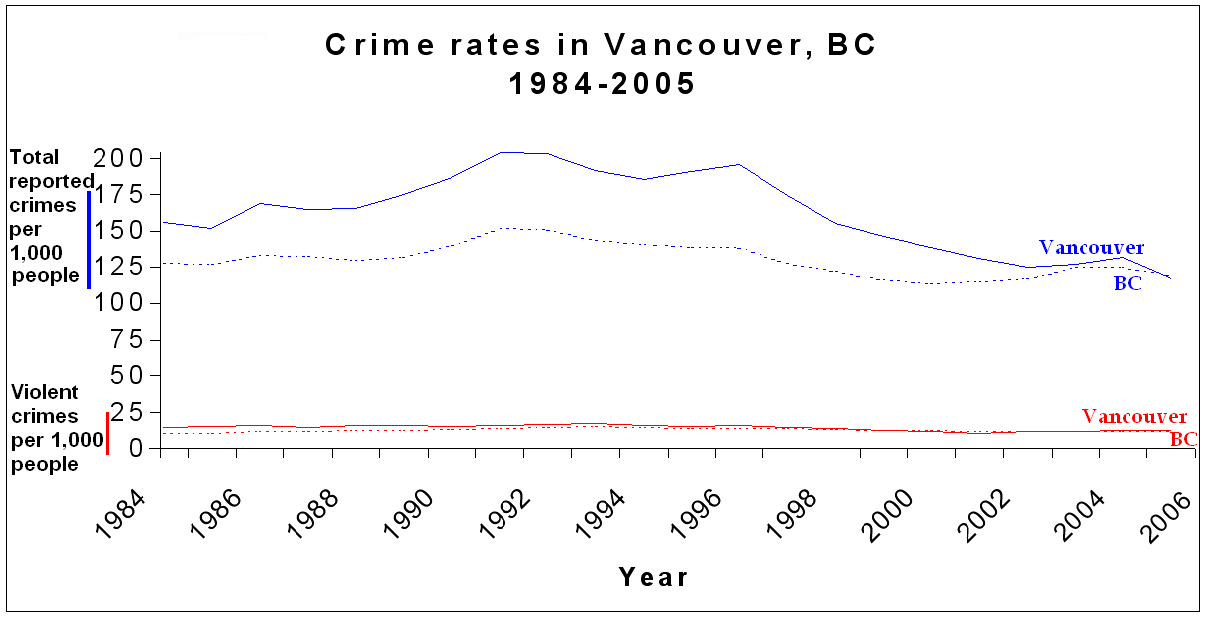
溫哥華1984年－2005年間的罪案率

低陸平原内大部分城鎮的警務工作主要由加拿大皇家騎警E分隊負責，但是溫哥華市和二埠、西溫哥華、三角洲和滿地寶一樣，擁有自己的警隊－溫哥華警察局（Vancouver Police Department）。現任溫哥華警察局長是Adam Palmer。
溫哥華警察局現有1,174名警員，營運預算差不多高達1億5千萬加元（2005年數據）。 在2005年市政府預算案中，超過16%用於警部。
溫哥華警察局分為數個行動小組，包括單車警察、水警和警犬隊。另外亦設一支騎警隊，主要於史丹利公園巡邏，有時也會在市中心東端和西端（West End）執勤，偶然亦會於大型場合中參與人群控制工作。 溫哥華警察也和平民及義工合作，設立管理社區警察中心。
在2006年，溫哥華警察局成立自己的反恐小組，令外界猜疑該局與負責國家安全的加拿大皇家騎警發生嫌隙。
2005年，新的公共運輸警察──大溫地區公共運輸警察（現已更名為卑詩省南岸公共運輸警察）──成立，負責於運輸聯線旗下的公共交通工具上執勤，並擁有所有警方的權力。
雖然擁有大麻正式屬不合法行為，但是温哥華警察不會拘捕一些藏有小量大麻的人。 2000年溫哥華警察局成立一個反毒小組「Growbusters」，嚴厲打擊市內估計4000個位於民居的水栽大麻場。 和其他掃蕩大麻種植行動一樣，此舉受外界猛烈批評。
在2005年加拿大調查的27個城市中，溫哥華的犯罪率為第四高。 不過，和其他加拿大城市一樣，整體犯罪率大幅下跌。 溫哥華的財產罪行犯罪率特別高，於北美主要城市中居首。 可是根據溫哥華警方數字，於2004年到2005年間，連財物罪案數目也下跌10.5%。
溫哥華曾主持許多國際盛事，其中包括亞太經合組織會議、克林頓──葉利欽高峯會和國際煙花展，這些場合都需要大量警力維持秩序。1994年士丹利盃騷亂令警力不勝負荷，造成超過200人受傷。

## 體育

### 職業球隊

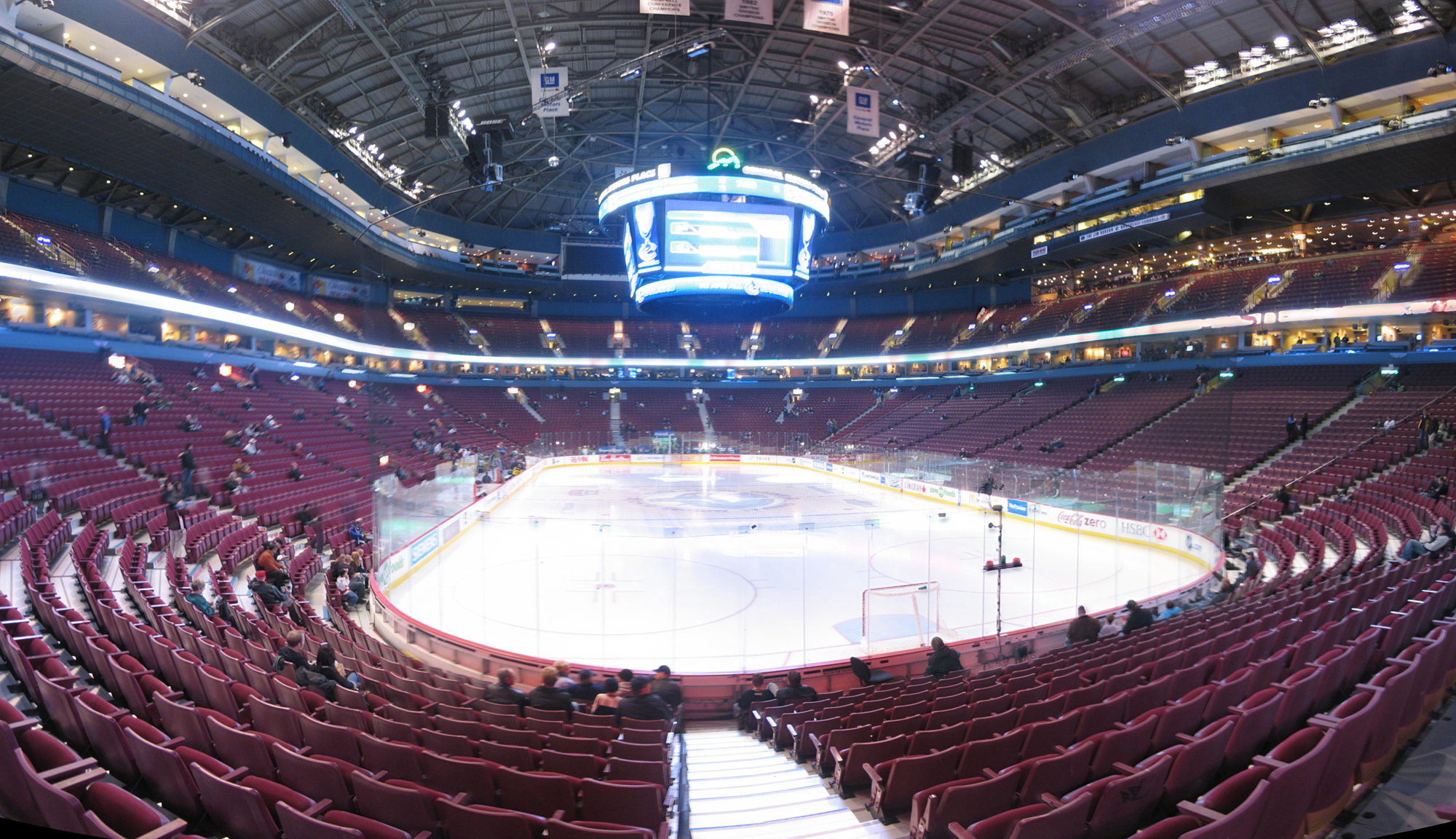
溫哥華加人隊的主場－羅渣士體育館

| 球隊                 | 英文名稱                  | 運動         | 所屬聯賽                     | 主場                                        |
| -------------------- | ------------------------- | ------------ | ---------------------------- | ------------------------------------------- |
| 溫哥華加人隊         | 溫哥華加人                | 冰球         | 國家冰球聯盟（NHL）          | 羅渣士體育館                                |
| 溫哥華巨人           | Vancouver Giants          | 冰球         | 西部冰球聯盟（WHL）          | 太平洋體育館                                |
| 卑詩雄獅             | British Columbia Lions    | 加拿大式足球 | 加拿大足球聯賽（CFL）        | 卑詩體育館 （翻新期間使用臨時場館帝國球場） |
| 溫哥華加人隊（棒球） | Vancouver Canadians       | 棒球         | 西北聯盟（Northwest League） | 納特·卑利體育館                             |
| 溫哥華白浪           | 溫哥華白浪足球會          | 足球         | 美國職業足球大聯盟           | 卑詩體育館 （翻新期間使用臨時場館帝國球場） |
| 溫哥華白浪女子隊     | Vancouver Whitecaps Women | 足球         | W-League                     | 斯旺格體育館                                |

## 媒體

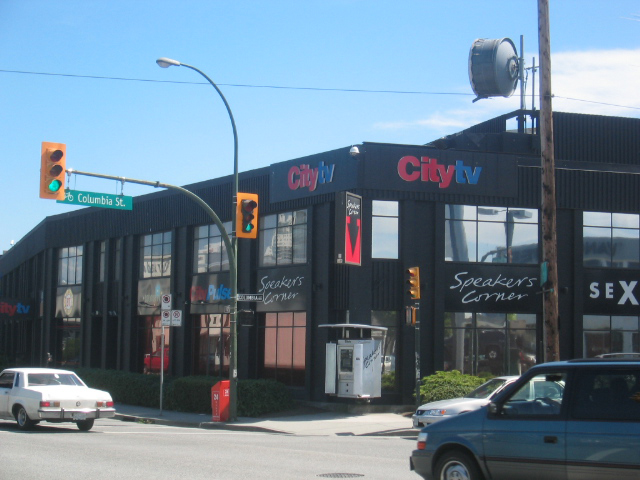
Citytv和OMNI於福溪南岸的廣播中心

溫哥華是卑詩省的媒體中心，多數的全國性媒體都在溫市設有辦公室。溫哥華的兩份主要英文報章－《溫哥華太陽報》（Vancouver Sun，以大報形式發行）和《溫哥華省報》（The Province，以小報形式發行）－皆由郵報傳媒網絡公司旗下的太平洋報業集團發行。總部設於多倫多的全國性報章《環球郵報》近年亦增設了大溫版，以求增加在大溫地區内的銷量。市内也有數份免費報章，包括《24小時》和《都市日報》。加拿大國營頻道、CTV電視網、環球電視和城市電視網都在溫哥華設有分台。
溫哥華的種族多樣化，亦造就市内多元文化媒體的蓬勃。《明報》、《星島日報》和《世界日報》均有發行加西版，而多元文化電視台的卑詩省分台（OMNI British Columbia）亦有製作粵語、國語和旁遮普語的新聞報道。此外，新時代傳媒集團旗下的兩條收費電視頻道（以粵語為主的新時代電視和以國語為主的城市電視）均可在大溫地區内接收。另外，溫市共有三條電台頻道服務華裔社群，分別是加拿大中文電台旗下的AM1470和FM96.1，以及匯聲廣播公司旗下的AM1320華僑之聲。

## 姊妹城市
溫哥華是世界上最早開始結為姊妹的城市之一。在1944年，為了支援當时二戰盟軍的港口城市，它與前蘇聯的敖德薩（Odessa）成為姊妹城市。
以下是溫哥華現時的姊妹城市：
- 英国愛丁堡
- 中国廣州
- 美国洛杉磯
- 乌克兰敖德薩
- 日本横濱

## 外部連結
- 溫哥華市官方網頁 （页面存档备份，存于） （英文）
- 溫哥華觀光協會 （页面存档备份，存于） （英文）
- 溫哥華著名休闲养生场所 （英文）
- Vancouver Info Center （英文）
- 2010年溫哥華冬季奧運會 （页面存档备份，存于） （英文）
- 運輸聯線官方網頁 （页面存档备份，存于） （英文）

49°15′02″N 123°06′43″W / 49.25056°N 123.11194°W